# 국악산책
국악산책은 국악방송의 전통음악 전문 프로그램이다. 궁중음악부터 향토민요까지, 다양한 우리 음악을 감상할 수 있는 프로그램이다.

연출 : 민병환 PD 
진행 : 송지원
기술 : 김미희

### 방송시간
월-일 9:00-10:30(본방송), 00:00~01:30(재방송)

### 코너 안내
[월] 차 한잔과 우리음악 : 우리 문화, 우리 음악 이야기가 어우러지는 사색의 시간
[화] 음악사 한 장면 : 역사와 음악을 한번에, 시간을 거슬러 우리 음악의 역사를 알아가는 시간
[수] 젊은 예인전 : 전통음악을 연주하는 젊은 예인 소개
[목] 명인 오마주 : 전통음악 발전에 기여한 명인들의 일생과 음악을 조명
[금] 여기, 이 공간 : 특정 지역이나 연도를 주제 삼아 관련 음악 감상
[토,일] 전곡 감상 : 주말을 더 여유롭게, 긴 호흡의 전통음악 감상
[매일] 국악의 모든 것 : 악기의 명칭부터 국악 이론까지, 우리음악의 모든 것을 알아보는 시간

### 진행자
송지원
음악이 인간에게 주는 힘이 적지 않음을 인정하며 음악과 인간, 음악과 인문을 함께 생각하는 음악학자
서울대학교 문학박사, <<정조의 음악정책>>, <<한국음악의 거장들>>, <<조선의 오케스트라 우주의 선율을 연주하다>>, 
<<새로쓰는 예술사>>, <<음악, 삶의 역사와 만나다>>, <<한국의 악기 1, 2>> 등 다수의 저서와 논문이 있다.

### 청취방법

#### FM라디오
서울 경기 99.1  광주 99.3 
대전 90.5  부산 98.5  
대구 107.5  전주 95.3 
경주 포항 107.9   강릉 103.3 
제주 91.3   서귀포 106.9  
목포 진도 94.7   남원 95.9  
충주 101.7    영동 99.3

#### 스마트폰 앱
국악방송 덩더쿵 플레이어

### 역대 진행자
최종민, 유은선, 김영운